# Metro de Fukuoka
El Metro de Fukuoka (福岡市地下鉄 Fukuoka-shi chikatetsu?) sirve a Fukuoka, Japón. Se compone de tres líneas de metro, el Kūkō, o línea aeropuerto, la línea Hakozaki y la Línea Nanakuma.
Las líneas son operadas por la Oficina de Transporte de la ciudad de Fukuoka (福冈 市 交通局 Fukuoka-shi Kōtsūkyoku?). A diferencia de la mayoría de otros operadores públicos de Japón, es la única compañía que opera el metro sin ningún tipo de líneas de autobuses.
Todas las estaciones están equipadas con puertas automáticas de plataforma. Todas las líneas se accionan de forma automática por el sistema ATO, aunque los conductores lo utilizan como medida de precaución. Las líneas introducidas por Hayakaken, son un sistema de tarjetas inteligentes de marzo de 2009. Los sistemas de prepago de tarjetas magnéticas con el tiempo será reemplazado.

## Líneas
| Color e Icono | Color e Icono | Nombre  | Nombre         | Letra | Ancho de vía | Apertura | Última extensión | Longitud (km) | Estaciones | Recorrida                                                                                        |
| ------------- | ------------- | ------- | -------------- | ----- | ------------ | -------- | ---------------- | ------------- | ---------- | ------------------------------------------------------------------------------------------------ |
| Naranja       |               | Línea 1 | Línea Kūkō     | K     | 1,067 mm     | 1981     | 1993             | 13.1          | 13         | Meinohama (K01) – Fukuokakūkō (K13)                                                              |
| Azul          |               | Línea 2 | Línea Hakozaki | H     | 1,067 mm     | 1982     | 1986             | 4.7           | 7          | Nakasu-Kawabata (K09) – Gofukumachi (H01) – Kaizuka (H07) (servicio recíproco a Meinohama (K01)) |
| Verde         |               | Línea 3 | Línea Nanakuma | N     | 1,435 mm     | 2005     | 2023             | 13.6          | 18         | Hashimoto (N01) - estación de Hakata (N18)                                                       |

La Línea Kūkō tiene un servicio recíproco con la Línea Chikuhi de JR Kyushu.

## Enlace al aeropuerto
Los visitantes que viajan a Fukuoka en Shinkansen (tren bala) desembarcarán en la estación JR Hakata. A continuación, podrán transferir al sistema de metro de la ciudad de Fukuoka, cambiando a la estación de Hakata, situado en la estación de JR Hakata. el aeropuerto de Fukuoka también está vinculado a la compañía del metro de Fukuoka. Al centro de la ciudad de Fukuoka se puede llegar en unos 10 minutos en metro, por lo que el aeropuerto de Fukuoka es uno de los principales aeropuertos más accesibles del mundo.